# Mistrovství Evropy v boxu 1937
V. mistrovství Evropy v boxu proběhlo v Milánu, Itálie ve dnech 5. až 9. května 1937. Organizátorem turnaje mistrovství Evropy byla Fédération Internationale de Boxe Amateur (FIdeBA).

## Československá stopa
Vedoucí výpravy: Josef Skokan, náčelník (manažer) reprezentace: Bohuslav Vondrys.
Na mistrovství Evropy cestovalo za Československo 10 boxerů z nichž 8 nastoupilo do soutěže:
- −50,8 kg: Michal Basta (*) z SK Baťov Otrokovice
- −53,5 kg: Václav Jelínek (*) z BC Praha
- −57,2 kg: Eduard Doskočil (*) z TK Star Brno
- −61,2 kg: Antonín Král (*) z TK Star Praha
- −66,7 kg: ? Schmidt (*) z RAC Bratislava
- −72,6 kg: Jaroslav Hřebíček (*1916) z SK Blansko
- −79,4 kg: František Havelka (*) z SK Baťa Zlín
- +79,4 kg: Rudolf Kuss (*1915) z SK Baťa Zlín

s výpravou cestovali i dva náhradníci pro následné střetnutí s družtvem Itálie v Janově – −66,7 kg: Alois Winkler z SK Baťa Zlín a +79,4 kg: Karel Nejtek z TK Star Praha

## Výsledky
| Muži     | Zlato                    | Stříbro                  | Bronz                  | 4. místo                |
| -------- | ------------------------ | ------------------------ | ---------------------- | ----------------------- |
| –50,8 kg | Vilmos Énekes (HUN)      | Edmund Sobkowiak (POL)   | Gavino Matta (ITA)     | Wilhelm Kaiser (GER)    |
| –53,5 kg | Ulderico Sergo (ITA)     | Anton Osca (ROU)         | Veikko Huuskonen (FIN) | Antoni Czortek (POL)    |
| –57,2 kg | Aleksander Polus (POL)   | Federico Cortonesi (ITA) | Gyula Szabó (HUN)      | Marin Gaspar (ROU)      |
| –61,2 kg | Herbert Nürnberg (GER)   | Nikolaj Stěpulov (EST)   | Mario Facchin (ITA)    | Antonín Král (TCH)      |
| –66,7 kg | Michael Murach (GER)     | Imre Mandi (HUN)         | Oscar Ågren (SWE)      | Janisław Sipiński (POL) |
| –72,6 kg | Henryk Chmielewski (POL) | Gerhardus Dekkers (NED)  | Bruno Zorzenone (ITA)  | Henry Tiller (NOR)      |
| –79,4 kg | Luigi Musina (ITA)       | Franciszek Szymura (POL) | Lajos Szigeti (HUN)    | Jarl Johnsen (NOR)      |
| +79,4 kg | Olle Tandberg (SWE)      | Herbert Runge (GER)      | Erling Nilsen (NOR)    | Ferenc Nagy (HUN)       |

## Medailová bilance
V boxu se rozdělilo celkem 8 sad medailí.
| Pořadí | Stát                      |       | Muži    | Muži  | Muži | Celkem |
| Pořadí | Stát                      | Zlato | Stříbro | Bronz |      | Celkem |
| ------ | ------------------------- | ----- | ------- | ----- | ---- | ------ |
| 1.     | Polsko (POL)              |       | 2       | 2     | 0    | 4      |
| 2.     | Itálie (ITA)              |       | 2       | 1     | 3    | 6      |
| 3.     | Německá říše (GER)        |       | 2       | 1     | 0    | 3      |
| 4.     | Maďarské království (HUN) |       | 1       | 1     | 2    | 4      |
| 5.     | Švédsko (SWE)             |       | 1       | 0     | 1    | 2      |
| 6.     | Rumunsko (ROU)            |       | 0       | 1     | 0    | 1      |
| 6.     | Estonsko (EST)            |       | 0       | 1     | 0    | 1      |
| 6.     | Nizozemsko (NED)          |       | 0       | 1     | 0    | 1      |
| 9.     | Finsko (FIN)              |       | 0       | 0     | 1    | 1      |
| 9.     | Norsko (NOR)              |       | 0       | 0     | 1    | 1      |
| Celkem | Celkem                    |       | 8       | 8     | 8    | 24     |